# Элкинд-Турре, Рэйчел
Рэйчел Элкинд-Турре (англ. Rachel Elkind-Tourre; род. 23 февраля 1939, Сан-Франциско, Калифорния) — американский музыкант, продюсер и композитор, специализирующаяся на классической музыке.

## Биография
В юности Элкинд переехала в Нью-Йорк из Сан-Франциско в надежде стать джазовой певицей. Тогда же она устроилась в компанию Columbia Records, работала студийной вокалисткой, участвовала в записи джазовых композиций, песен для мюзиклов, иногда классической музыки. Также она была личным секретарём президента Columbia Records Годдарда Либерсона.
Наибольшую известность ей принесла совместная работа с композитором Венди Карлос (тогда ещё Уолтером Карлосом). Элкинд тесно сотрудничала с ней с 1967 по 1980 год. В частности, она продюсировала ставший бестселлером альбом Switched-On Bach 1968 года, за который получила статуэтку «Грэмми». Она также является соавтором саундтрека к фильму «Сияние» 1980 года. Карлос считает, что вклад Элкинд в её работу недооценён, и называет её «молчаливым партнёром», а её работу — критически важной для своего успеха. В нескольких записях Карлос голос Элкинд был обработан с помощью вокодера.
В 1980 году вместе со своим мужем Ивом Турре переехала во Францию и сменила сферу деятельности.